# Nuoto ai Giochi della XIV Olimpiade - 400 metri stile libero femminili
La competizione 400 metri stile libero femminili di nuoto dei Giochi della XIV Olimpiade si è svolta nei giorni dal 5 al 7 agosto 1948 alla Empire Pool a Londra.

## Risultati

### Batterie
Si sono disputate il 5 agosto. Le prime quattro di ogni serie e le quattro migliori escluse alle semifinali.
| Pos. | Atleta                | Nazione       | Tempo  |
| ---- | --------------------- | ------------- | ------ |
| 1    | Karen Margrethe Harup | Danimarca     | 5'31"7 |
| 2    | Ann Curtis            | Stati Uniti   | 5'32"0 |
| 3    | Colette Thomas        | Francia       | 5'32"9 |
| 4    | Gisela Thidholm       | Svezia        | 5'34"5 |
| 5    | Margaret Wellington   | Gran Bretagna | 5'40"0 |
| 6    | Kathleen McNamee      | Canada        | 5'58"7 |
| 7    | Enriqueta Duarte      | Argentina     | 6'14"4 |

| Pos. | Atleta            | Nazione       | Tempo  |
| ---- | ----------------- | ------------- | ------ |
| 1    | Catherine Gibson  | Gran Bretagna | 5'26"9 |
| 2    | Fernande Caroen   | Belgio        | 5'29"2 |
| 3    | Fritze Carstensen | Danimarca     | 5'29"4 |
| 4    | Nancy Lees        | Stati Uniti   | 5'29"6 |
| 5    | Vivian King       | Canada        | 5'54"8 |

| Pos. | Atleta           | Nazione       | Tempo  |
| ---- | ---------------- | ------------- | ------ |
| 1    | Brenda Helser    | Stati Uniti   | 5'30"0 |
| 1    | Piedade Coutinho | Brasile       | 5'30"0 |
| 3    | Patricia Nielsen | Gran Bretagna | 5'40"4 |
| 4    | Denise Spencer   | Australia     | 5'40"9 |
| 5    | Magda Bruggemann | Messico       | 5'43"8 |
| 6    | Eileen Holt      | Argentina     | 5'44"9 |
| -    | Greta Andersen   | Danimarca     | Rit.   |

### Semifinali
Si sono disputate il 6 agosto. Le prime tre di ogni serie e le due migliori escluse in finale.
| Pos. | Atleta                | Nazione       | Tempo  |
| ---- | --------------------- | ------------- | ------ |
| 1    | Karen Margrethe Harup | Danimarca     | 5'25"7 |
| 2    | Fernande Caroen       | Belgio        | 5'26"1 |
| 3    | Piedade Coutinho      | Brasile       | 5'31"1 |
| 4    | Nancy Lees            | Stati Uniti   | 5'31"9 |
| 5    | Patricia Nielsen      | Gran Bretagna | 5'39"5 |
| 6    | Magda Bruggemann      | Messico       | 5'42"4 |
| 7    | Vivian King           | Canada        | 5'52"7 |
| -    | Gisela Thidholm       | Svezia        | NP     |

| Pos. | Atleta              | Nazione       | Tempo  |
| ---- | ------------------- | ------------- | ------ |
| 1    | Ann Curtis          | Stati Uniti   | 5'26"4 |
| 2    | Brenda Helser       | Stati Uniti   | 5'28"1 |
| 3    | Fritze Carstensen   | Danimarca     | 5'29"5 |
| 4    | Catherine Gibson    | Gran Bretagna | 5'31"0 |
| 5    | Colette Thomas      | Francia       | 5'35"3 |
| 6    | Denise Spencer      | Australia     | 5'35"6 |
| 7    | Margaret Wellington | Gran Bretagna | 5'38"2 |
| 8    | Eileen Holt         | Argentina     | 5'52"4 |

### Finale
Si è disputata il 7 agosto.
| Pos.    | Atleta                | Nazione       | Tempo  |
| ------- | --------------------- | ------------- | ------ |
| Oro     | Ann Curtis            | Stati Uniti   | 5'17"8 |
| Argento | Karen Margrethe Harup | Danimarca     | 5'21"2 |
| Bronzo  | Catherine Gibson      | Gran Bretagna | 5'22"5 |
| 4       | Fernande Caroen       | Belgio        | 5'25"3 |
| 5       | Brenda Helser         | Stati Uniti   | 5'26"0 |
| 6       | Piedade Coutinho      | Brasile       | 5'29"4 |
| 7       | Fritze Carstensen     | Danimarca     | 5'29"4 |
| 8       | Nancy Lees            | Stati Uniti   | 5'32"9 |